# Corona (meteorologia)

Corona.

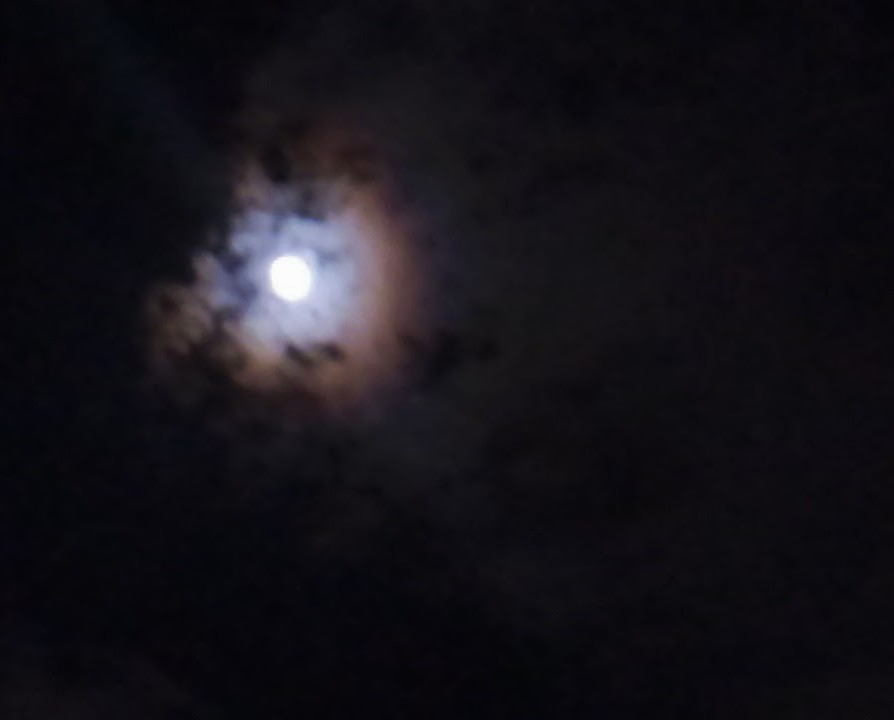
Corona lunar

Corona é um fenómeno óptico produzido pela difração da luz do Sol ou da Lua (ou, ocasionalmente, estrelas brilhantes ou planetas) ao interagir com pequenas gotas de água individuais, gelo ou grãos de pólen.

## Descrição
Uma corona completa consiste em vários anéis concêntricos, de cor pastel, em torno do objecto celestial e uma área brilhante central branca. O tamanho angular de uma corona depende dos diâmetros das gotas de água envolvidas: partículas menores formam coronas maiores, partículas maiores formam coronas menores. Pelo mesmo motivo, a corona é a mais pronunciada quando o tamanho das partículas é mais uniforme. 
A corona difere do halo de 22° na medida em que o último é formado por refração, em vez de difração, de partículas comparativamente maiores como cristais de gelo.